# Epidromia rotundata
Epidromia rotundata är en fjärilsart som beskrevs av Herrich-Schäffer 1869. Epidromia rotundata ingår i släktet Epidromia och familjen nattflyn. Inga underarter finns listade i Catalogue of Life.